# Comarnic
Comarnic – miasto w Rumunii, w okręgu Prahova. Liczy 14 tys. mieszkańców (2006).